# Let’s Call the Whole Thing Off
«Let’s Call the Whole Thing Off» — песня, написанная композитором Джорджем Гершвином и поэтом-песенником Айрой Гершвином для американского кинофильма «Потанцуем?», вышедшего на экраны в 1937 году.
В фильме Фред Астер и Джинджер Роджерс поют её, катаясь/танцуя на роликовых коньках в нью-йоркском Центральном парке.
Песня наиболее известна словами «You like to-may-toes /təˈmeɪtoʊz/ and I like to-mah-toes /təˈmɑːtoʊz/» и другими строчками, в которых идёт сравнение региональных акцентов главных героев.

## Признание
Американский институт киноискусства поместил эту песню (в версии из фильма 1937 года «Потанцуем?») на 34-е место своего списка ста лучших песен из американских кинофильмов.